# سامسونگ اس‌پی‌اچ-آی۳۰۰
سامسونگ اس‌پی‌اچ-آی۳۰۰ یک‌نمونه از گوشی‌های تلفن همراه سری I شرکت سامسونگ می‌باشد  که توسط همین شرکت به بازار عرضه شده‌است.